# Castello Roganzuolo
Castello Roganzuolo est une frazione de la commune de San Fior, dans la province de Trévise (région Vénétie) en Italie.

## Géographie
Il se situe à 60 km au nord de Venise. La localité compte environ 2 000 habitants.

## Monuments
La chapelle monumentale des Saints-Pierre-et-Paul date du XIIe siècle, et son point de vue donne sur les collines de Conegliano, de Vittorio Veneto et des préalpes vénètes. S'y trouvent des fresques de l'école vénitienne du XIVe siècle et un triptyque du peintre Titien : Madonna con Bambino tra i santi Pietro e Paolo, datant du XVIe siècle. Titien vécut à Castello Roganzuolo, où sa maison,  nommée caséta, était située sur le Col de Manza,.

## Culture

### Personnalités
- Sante Cancian (Castello Roganzuolo, 1902 - Trévise, 1947), peintre.

## Illustrations

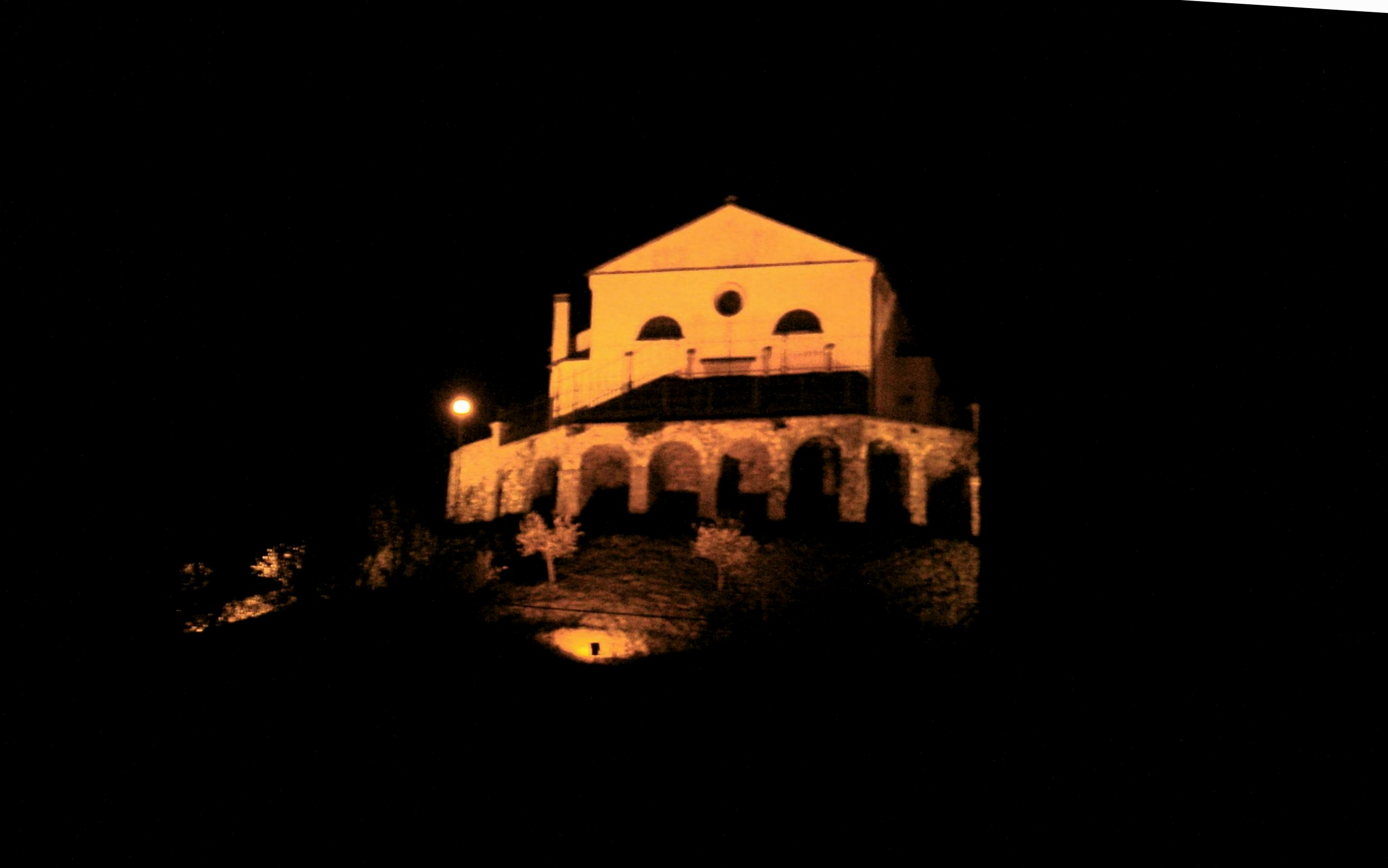
La chapelle monumentale, vue de nuit
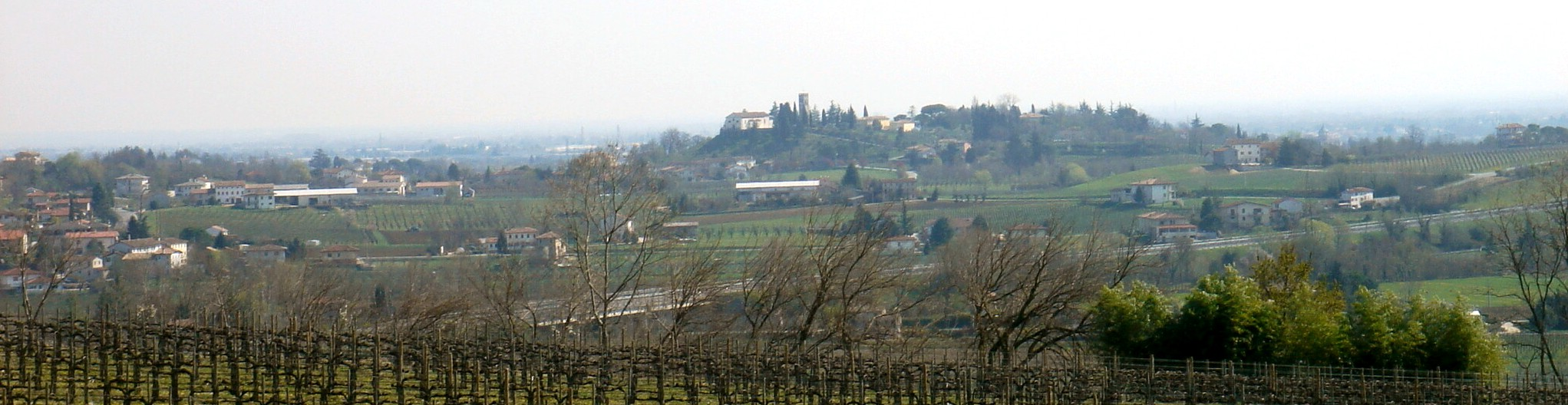
Panorama avec la chapelle monumentale au centre
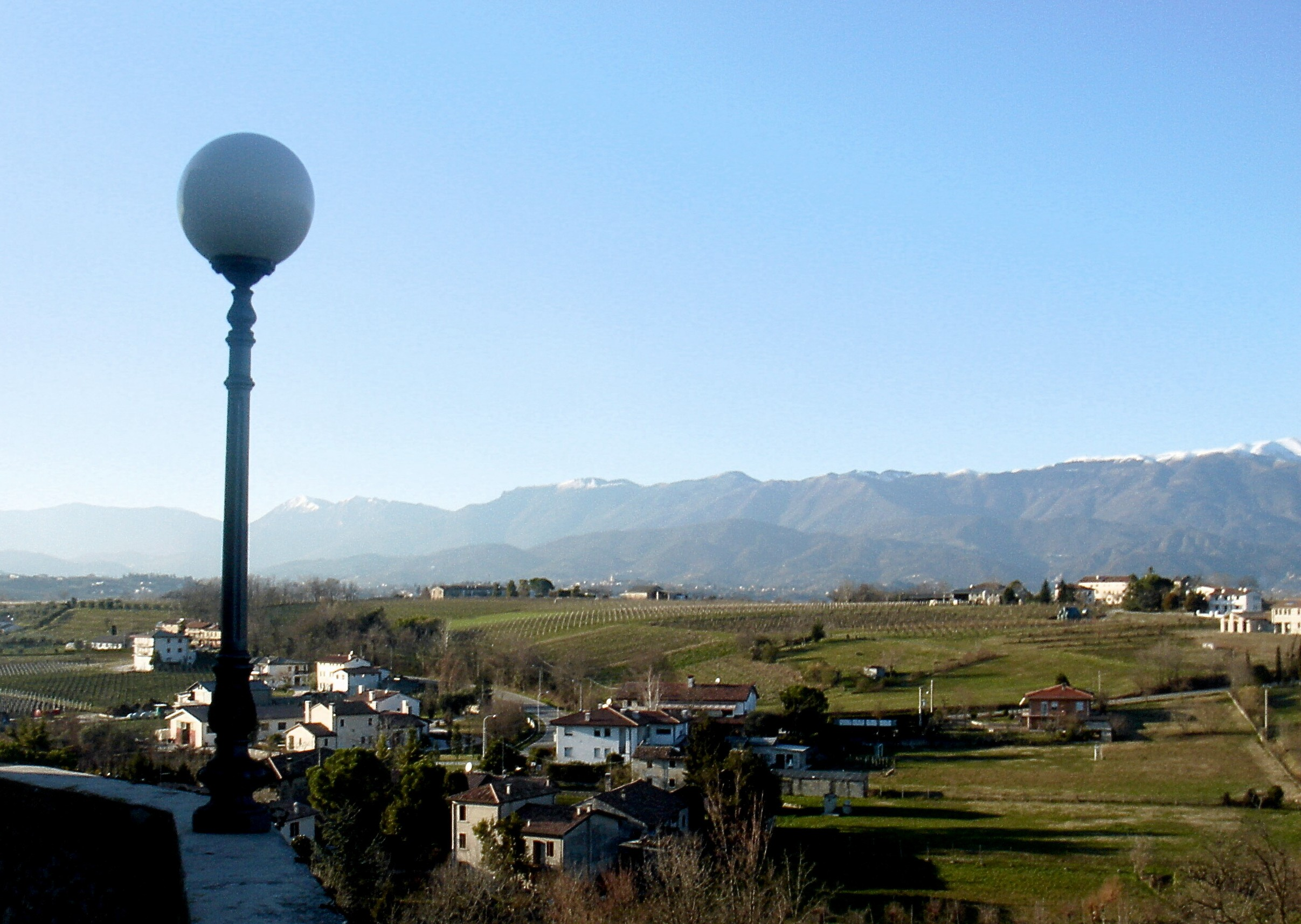
Vue des collines depuis la chapelle.
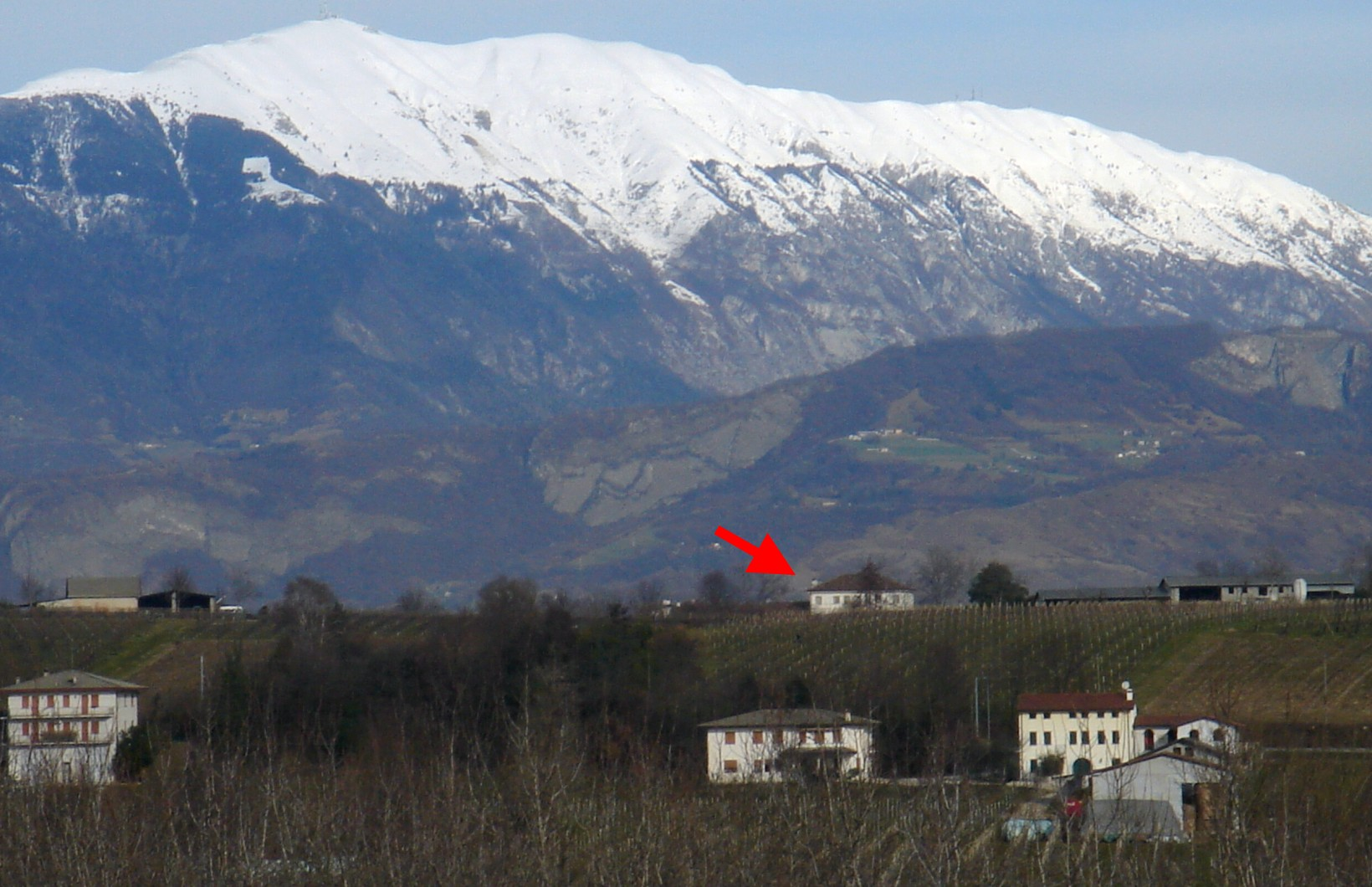
La maison du Titien, indiquée par la flèche.